# Бруно Мартінс Інді
Бру́но Ма́ртінс І́нді (нід. Bruno Martins Indi, нар. 8 лютого 1992, Баррейро, Португалія) — нідерландський футболіст гвінейського походження, центральний захисник клубу АЗ.

## Клубна кар'єра
У дорослому футболі дебютував 2010 року виступами за команду клубу «Феєнорд», кольори якої захищав чотири сезони, зігравши за цей час у 102 матчах Ередивізі, в яких забив 7 голів.
15 липня 2014 року за 7,7 млн. євро перейшов у португальське «Порту».

## Виступи за збірні
2009 року дебютував у складі юнацької збірної Нідерландів, взяв участь у 18 іграх на юнацькому рівні, відзначившись 1 забитим голом.
2012 року дебютував у складі молодіжної збірної Нідерландів, взяв участь у 7 матчах, разом з командою брав участь у молодіжному чемпіонаті Європи з футболу (2013).
15 серпня 2012 року дебютував в іграх за національну збірну Нідерландів у товариському матчі проти збірної Бельгії, який нідерландці програли з рахунком 2:4.

## Титули і досягнення
- Бронзовий призер чемпіонату світу: 2014